# جوناثان كلاوس
جوناثان كلاوس (مواليد 25 سبتمبر 1992) هو لاعب كرة قدم فرنسي يلعب في مركز الظهير الأيمن في نادي لانس.